# Mu’askar
Mu’askar (arab. معسكر) – miasto w północno-zachodniej Algierii, ośrodek administracyjny wilajetu Mu’askar.
Nazwa pochodzi od arabskiego wyrażenia "matka żołnierzy". Siedziba Abd al-Kadira przywódcy walk o wyzwolenie spod kolonizacji, bohatera narodowego Algierii.

## Miasta partnerskie
- Bursa
- Elkader